# بيدشهابي (مشيز بردسير)
بيدشهابي (بالفارسية: بیدشهابی) هي قرية تقع في إيران في البلدة المركزية.